# Новосело Билајско
Новосело Билајско је насељено мјесто у Лици. Припада граду Госпићу, у Личко-сењској жупанији, Република Хрватска.

## Географија
Новосело Билајско је удаљено око 5 км југоисточно од Госпића. У близини насеља пролази Личка пруга.

## Становништво
Према попису из 1991. године, насеље Новосело Билајско је имало 157 становника. Према попису становништва из 2001. године, Новосело Билајско је имало 121 становника. Према попису становништва из 2011. године, насеље Новосело Билајско је имало 112 становника.
| Демографија | Демографија | Демографија |
| Година      | Становника  | Становника  |
| ----------- | ----------- | ----------- |
| 1961.       | 137         |             |
| 1971.       | 161         |             |
| 1981.       | 131         |             |
| 1991.       | 157         |             |
| 2001.       | 121         |             |
| 2011.       |             | 112         |